# حویز، حماة
حویز (به عربی: الحویز) یک روستا در سوریه است که در ناحیه قلعه المضیق واقع شده‌است. حویز ۷۷۱ نفر جمعیت دارد.